# Peter Boyle
Peter Boyle, född 18 oktober 1935 i Norristown, en förstad till Philadelphia i Pennsylvania, död 12 december 2006 i New York, var en amerikansk skådespelare.
Boyle tog examen vid La Salle University i Philadelphia och var en tid novis i den katolska orden Institute of the Brothers of the Christian Schools men avbröt sina religiösa studier och efter en kort tid i flottan flyttade han till New York där han började studera skådespeleri under Uta Hagen. Sitt genombrott inom filmen fick han 1970 med filmen Joe. Han är också bland annat känd för rollen som Frankensteins monster i Det våras för Frankenstein och Frank Barone i situationskomedin Alla älskar Raymond.
Boyle var nära vän med John Lennon. Då Boyle gifte sig med Rolling Stone-journalisten Loraine Alterman 1977 var Lennon hans best man. Han träffade henne under inspelningen av Det våras för Frankenstein 1974.
Boyle avled i myelom och hjärt-kärlsjukdom 2006.

## Filmografi i urval
- 1970 – Joe
- 1972 – Bill McKay – utmanaren
- 1974 – Det våras för Frankenstein
- 1976 – Taxi Driver
- 1978 – F.I.S.T.
- 1978 – Brinks-stöten
- 1979 – Poseidons hemlighet
- 1981 – Outland
- 1983 – Kapten Gulskägg
- 1987 – Älskling, jag ger mej
- 1988 – Red Heat
- 1989 – Hjärngänget
- 1989 – Cannonball Speed Zone
- 1994 – The Shadow
- 1994 – Nu är det jul igen
- 1995 – Medan du sov
- 1995 – På rymmen
- 1995 – Arkiv X (gästroll i TV-serie, avsnittet "Clyde Bruckman's Final Repose")
- 1996–2005 – Alla älskar Raymond (TV-serie) (210 avsnitt)
- 1997 – Katten också
- 1998 – Species II
- 1998 – Dr. Dolittle
- 1998 – Kungen av Queens (gästroll i TV-serie, avsnittet "Road Rayge")
- 2001 – Monster's Ball
- 2004 – Scooby Doo 2 – Monstren är lösa
- 2006 – Nu är det jul igen 3
- 2008 – All Roads Lead Home